# Coller la petite
Coller la petite est le titre du single du rappeur camerounais Franko, paru en 2015.

## Accueil
La chanson rencontre un succès en Afrique et en France ce qui lui permet de remporter de nombreux prix nationaux et internationaux. Coller la petite est Disque d'or en France en décembre 2016.
Le titre est censuré quelque temps après sa sortie dans un département camerounais par une autorité locale, puis dans certains pays d'Afrique où ses concerts sont interdits. Le public plébiscite la chanson et en fait un buzz sur Internet.

## Production
- Arrangements et direction musicale :
- Prise de son : (non crédité)
- Crédits visuels :